# Hehuanshan
Der Hehuanshan (chinesisch 合歡山) ist ein 3416 Meter hoher Berg im Zentrum der Insel Taiwan. Neben dem Hauptgipfel gibt es zwei weitere benachbarte Gipfel, die 3.421 Meter hohe Ostspitze und die um noch einen Meter höheren Nordspitze, welche somit höher als der Hauptgipfel sind. Der Berg, der Teil der zentralen Gebirgskette (Zhongyang Shanmai) Taiwans ist, liegt im Nordosten des Landkreises Nantou nahe der Grenze zum Landkreis Hualien. Er ist Teil des Taroko-Nationalparks.
Eine 3275 Meter hohe Passstraße, die Puli in Zentraltaiwan mit der vom Hehuanshan nur etwa 35 km Luftlinie entfernten Ostküste der Insel am Pazifik verbindet, verläuft in unmittelbarer Nähe des Gipfels. Die Passhöhe ist der höchste durch Straßen erreichbare Punkt Taiwans. Die Straße ist seit einem Erdbeben, das 1999 eine andere Straße beschädigte, die einzige, die die zentrale Gebirgskette Taiwans in Ost-West-Richtung durchquert. Von ihr führt ein etwa ein Kilometer langer Weg zum Gipfel, wo es eine Wetterstation gibt.
Der Hehuanshan hat sich in den letzten Jahren zu einem beliebten Ausflugsort für Einheimische entwickelt. Dies hat damit zu tun, dass der Berg einer der wenigen mit dem Auto erreichbaren Orte Taiwans ist, auf denen man im Winter regelmäßig Schnee findet. Er gilt vor allem im Januar und Februar als relativ schneesicher. Es gab einst sogar einen Skilift auf dem Berg, für den kommerziellen Skibetrieb ist jedoch die Zahl der Schneetage zu gering, deswegen wurde der Lift wieder entfernt.